# Rinodina conradii
Rinodina conradii är en lavart som beskrevs av Körb. Rinodina conradii ingår i släktet Rinodina och familjen Physciaceae.  Arten är reproducerande i Sverige. Inga underarter finns listade i Catalogue of Life.